# Temasek Holdings
Temasek Holdings (Private) Limited – singapurska państwowa międzynarodowa firma inwestycyjna. Oprócz siedziby w Singapurze, firma ma 13 oddziałów w 9 krajach na świecie, a jej wartość aktywów netto na 2024 rok wynosi 288 mld USD.
Chociaż Temasek jest powszechnie uważany za fundusz majątku narodowego (SWF), Temasek nie jest stricte takim funduszem, ponieważ inwestuje głównie w akcje, jest prawowitym właścicielem wielu aktywów i spółek jak i startup-ów oraz płaci podatki podobnie jak inne komercyjne firmy inwestycyjne.
Całkowita stopa zwrotu (TSR) spółki Temasek wyniosła 1,60%, przy czym 10 i 20 letnie stopy zwrotu wyniosły odpowiednio 6% i 7%, naliczane corocznie. Od początku działalności, całkowity zwrot z inwestycji wyniósł 14%, liczony na przestrzeni 50 lat. 
Oprócz Temaseka, rząd Singapuru jest również właścicielem GIC Private Limited, tradycyjnego SWF, który w 2022 r. zarządzał aktywami o wartości około 744 mld USD oraz obowiązkowego programu emerytalnego Central Provident Fund (CPF) z aktywami o wartości 397 mld USD. Łącznie publicznie znana wartość zarządzanych aktywów przez rząd Singapuru wynosi około 1,64 bln USD.

## Portfolio
Od czasu pierwszych ocen kredytowych w 2004 r. spółka Temasek uzyskała ogólne globalne oceny kredytowe przedsiębiorstw na poziomie „Aaa/AAA” przyznane przez agencje ratingowe Moody's i Standard & Poor's. Fundusz ten uzyskał także maksymalną liczbę punktów kwartalnych w Indeksie Przejrzystości Linaburg-Maduell, który jest miarą otwartości funduszy inwestycyjnych będących własnością państwa. 
Temasek jest głównie zakotwiczony w Azji, ale posiada globalny portfel, z 64% bazową ekspozycją na gospodarki rozwinięte.
Do aktywów zarządzanych przez Temasek wlicza się:
- DBS Group Holdings Ltd – jeden z banków w Singpaurze
- PSA International Pte Ltd – globalny operator portów morskich
- Singapore Airlines – linie lotnicze Singapuru
- Singapore Telecommunications Ltd – firma telekomunikacyjna operująca w Singapurze

W latach 2003 i 2009 Temasek dokonał zakupu akcji spółki Olam International, międzynarodowego koncernu rolnego z siedzibą w Singapurze (51% akcji na 2025 rok).
W 2020 roku firma zainwestowała 3,5 mld USD w amerykańską firmę inwestycyjną BlackRock.
W 2021 roku Temasek zainwestował w kryptogiełdę FTX. Po upadku giełdy w 2022 roku, firma zredukowała wartość swojej inwestycji z 275 mln USD do 0 USD.

### Wyniki
Tabela poniżej pokazuje wyniki firmy (rok finansowy w firmie Temasek kończy się 31 marca), w mld SGD:
| Rok        | Łączny bilans | Kapitał | Wielkość zobowiązań netto | Wartość netto | Przychód | Wynik netto |
| ---------- | ------------- | ------- | ------------------------- | ------------- | -------- | ----------- |
| 31-marz-11 | 298           | 156     | 9                         | 193           | 83,5     | 12,7        |
| 31-marz-12 | 303           | 158     | 16                        | 198           | 83,5     | 10,7        |
| 31-marz-13 | 342           | 169     | 20                        | 215           | 94,3     | 10,7        |
| 31-marz-14 | 344           | 187     | 9                         | 223           | 92,4     | 10,9        |
| 31-marz-15 | 406           | 219     | 33                        | 266           | 101,6    | 14,5        |
| 31-marz-16 | 416           | 218     | 44                        | 242           | 101,5    | 8,4         |
| 31-marz-17 | 448           | 239     | 39                        | 275           | 97,0     | 14,2        |
| 31-marz-18 | 491           | 272     | 50                        | 308           | 107,4    | 21,7        |
| 31-marz-19 | 509           | 284     | 52                        | 313           | 114,6    | 11,8        |
| 31-marz-20 | 595           | 291     | 83                        | 306           | 118,6    | 8,8         |
| 31-marz-21 | 653           | 348     | 92                        | 381           | 110,9    | 56,5        |
| 31-marz-22 | 672           | 357     | 90                        | 403           | 134,9    | 10,6        |